# Cochisea abrunnea
Cochisea abrunnea là một loài bướm đêm trong họ Geometridae.